# Vortex (2001)
Vortex ist ein deutscher Science-Fiction-Film aus dem Jahr 2001.

## Handlung
Im ausgehenden 21. Jahrhundert wird der junge Vincent von einem Mann überfallen, den er in Notwehr tötet. Im Gefängnis Vortex begegnet er dem mysteriösen Boon, der ihm klare Anweisungen gibt. Wie jeder andere Häftling muss er Aufgaben erfüllen. Sein erster Auftrag ist die Wiederholung seiner Straftat: Wöchentlich muss Vincent jemanden ermorden. Sein erster Auftrag ist die Ermordung seines Zellennachbarn, eines Kannibalen. Vincent darf sich dieser Regel nicht widersetzen.

## Trivia
Es war der letzte Film mit Harald Leipnitz, der am  21. November 2000 an Lungenkrebs verstarb. Der Film wurde nach seinem Tod fertiggestellt.

## Kritik
„Ein düsterer Science-Fiction-Film mit Anleihen bei zahlreichen Vorgängern, der als Fingerübung einiges inszenatorisches Geschick verrät. Die schauspielerischen Leistungen des jungen Hauptdarstellers halten sich dagegen in vorhersehbaren Grenzen.“

„Die zahlreichen Referenzen dürften aber als eine Art Liebeserklärung verstanden werden und machten Vortex zu einem der Publikumslieblinge des Fantasy Filmfests 2001. Insbesondere Produktionsdesign und Spezialeffekte sind überraschenderweise äußerst gelungen und lassen sogar einen Hauch von Hollywood über den Film wehen. Weniger überzeugend ist Sunnyboy Hardy Krüger Jr., der sich in der Hauptrolle zwar bemüht, im Vergleich mit gestandenen Haudegen wie Harald Leipnitz aber hoffnungslos unterlegen ist.“